# Literatura de la diferencia
La literatura de la diferencia es una corriente literaria que comenzó a gestarse a mediados de la década de los ochenta del siglo XX en España.

## Definición
Las bases estilísticas y conceptuales  de la literatura de la diferencia resultan difíciles de establecer. El sentir general, y unánimemente aceptado por todos sus integrantes, es que la literatura de la Diferencia no es una estética, sino una pluralidad de estéticas. 
Esta pluralidad se debe a que la idea constituyente de este movimiento fue la integración de todas aquellas corrientes  literarias no acordes con el estilo estrictamente urbano y cotidiano característico de la llamada "literatura de la experiencia", surgida a partir de los presupuestos del profesor granadino Juan Carlos Rodríguez que alentaron la antología: La otra sentimentalidad.
Según algunos de sus autores, por causa de ser la diferencia su propio enunciado, no puede presentar una cohesión similar a la de otras tendencias literarias ya definidas.
Dicho esto, se puede afirmar que la heterogeneidad característica de la Diferencia se unifica bajo el concepto literario de trascendencia, estéticamente opuesta a las corrientes dimanantes del materialismo histórico que propugna la primacía del interés social sobre la libertad creativa individual, obligando al compromiso político expreso por parte de todo escritor. 
Regularmente, sus miembros reclaman la no intromisión de los poderes públicos en el proceso creativo, por considerar su injerencia tendenciosa y proclive al clientelismo, dirigismo y favoritismo culturales, y contraria, por consiguiente, al principio de libre competencia intelectual propio las sociedades democráticas avanzadas.

## Surgimiento y evolución
La Diferencia tuvo sus comienzos en el campo de la poesía. El surgimiento de este término obedeció a la necesidad de encontrar un epígrafe bajo el que pudiese adscribirse la heterogeneidad poética que posteriormente fue recogida en la antología Elogio de la diferencia (1997), coordinada por el poeta y periodista Antonio Rodríguez Jiménez. El título de esta antología se inspiró en el ensayo del disidente soviético Vladimir Volkoff sobre el complejo de Procusto, obsesión por la uniformidad que afecta a las sociedades totalitarias.
La primera polémica literaria que defendía los fundamentos de la Diferencia tuvo lugar en 1988 en los suplementos culturales del Diario de Jerez y Diario del Guadalete. Aunque el fuerte de todo el movimiento lo lidera el poeta y periodista Antonio Rodríguez Jiménez desde Cuadernos del Sur, así como el poeta Pedro Rodríguez Pacheco junto a Antonio Enrique, José Lupiáñez, Fernando de Villena y otros poetas andaluces.
En este contexto, surge la Poesía de la Diferencia. Numerosos autores que se sintieron identificados con las propuestas de la Diferencia, se reunieron, primero, en el café Libertad de Madrid (27 de marzo de 1993), luego en la cordobesa Posada del Potro (13 de noviembre de 1993) y posteriormente en el Ateneo de Sevilla (15 de abril de 1994), para dirimir aspectos teóricos vinculantes, al tiempo de mostrar su público rechazo contra lo que en su opinión era la literatura oficial.
En este periodo, los autores de la Diferencia se expresaron primordialmente mediante los “Cuadernos del Sur”, suplemento literario del "Diario Córdoba” y “Papel Literario” del “Diario Málaga-Costa del Sol”.
En 1994, los escritores Gregorio Morales y Antonio Enrique crearon el “Salón de Independientes”, cuyo manifiesto, que fue hecho público por toda la prensa nacional, se firmó por más de un centenar de escritores de todas procedencias y edades, para exigir una mayor limpieza en el ámbito de la cultura española. 
Como consecuencia del manifiesto, conocido como "el Manifiesto de Granada", surgió una nueva polémica en el "Diario Ideal" entre Gregorio Morales y Luis García Montero.
En junio de 1995 se celebró en Valencia el primer congreso del movimiento, bajo el epígrafe "La diferencia posible". En enero de 1996, se celebró otro congreso en Granada bajo el título "Nuevas tendencias literarias". Ambos encuentros consolidaron la Diferencia.
En el congreso de Valencia, Gregorio Morales leyó su ponencia "La diferencia cuántica", tratando de aglutinar en torno a la estética cuántica las ideas creativas más importantes que sustentaban gran parte de los miembros fundacionales del movimiento. Aunque la propuesta de esta estética creó controversias internas, numerosos autores la adoptaron. En "El canon heterodoxo" (2003), Antonio Enrique reivindica para el futuro “una literatura transparente, acorde a la espiritualidad suministrada por la física subatómica y los descubrimientos de la materia cósmica”.

## Miembros
Sus miembros fundacionales fueron los poetas Ricardo Bellveser, Carlos Clementson, Antonio Enrique, Domingo F.Faílde, José Lupiáñez, María Antonia Ortega, Pedro J. de la Peña, Antonio Rodríguez Jiménez, Pedro Rodríguez Pacheco, Fernando de Villena y Jordi Virallonga.
Sería muy difícil nombrar a todos aquellos que se adscribieron a ella durante sus distintas etapas. Siguiendo un interés histórico, mencionamos los autores recogidos en la ya aludida antología Elogio de la Diferencia. Son los siguientes:
Elena Martín Vivaldi, Leopoldo de Luis, Alfonso Canales, Manuel Mantero, Miguel Fernández, Aquilino Duque, Rafael Guillén, Jesús Hilario Tundidor, Ángel García López, Antonio Porpetta, Rafael Soto Vergés, Pedro Rodríguez Pacheco, Manuel Jurado López, José María Álvarez, Antonio Hernández, Carlos Clementson, Pedro J. de la Peña, Eduardo Scala, Juana Castro, Ricardo Bellveser, Domingo F. Faílde, José A. Ramírez Lozano, Antonio Enrique, Federico Gallego Ripoll, Sergio Gaspar, María Antonia Ortega, José Lupiáñez, Jordi Virallonga, Concha García, Antonio Costa Gómez, Fernando de Villena, Alejandro López Andrada, Juan José Téllez, Blanca Andreu, Aurora Luque y Antonio Rodríguez Jiménez, autor de la célebre antología.
Otras antologías comprometidas con la diferencia son: Trayecto contiguo (Última poesía) (1993, antología de nueve poetas);…y el Sur (1997) de José García Pérez, De lo imposible a lo verdadero (2000) de Antonio Garrido Moraga, y La línea interior (2001) de Pedro Rodríguez Pacheco.